# ایستگاه نیشی-فوناباشی
ایستگاه نیشی-فوناباشی (به لاتین: Nishi-Funabashi Station) یک ایستگاه قطار و ایستگاه مترو از خط توزای در ژاپن است که در فوناباشی، چیبا واقع شده‌است.